# ブローン・アウェイ/復讐の序曲
『ブローン・アウェイ/復讐の序曲』（ブローン・アウェイ ふくしゅうのじょきょく、原題：Blown Away）は、1994年に公開されたアメリカ映画。MGM創立70周年記念作品として制作された。
ある復讐者とそれを防ごうとする者達との戦いを描いたアクション映画。ジェフ・ブリッジスが父ロイド・ブリッジスと父子共演している。

## ストーリー
ボストン市警のジェームズ・ダヴ（ジミー）は、爆弾処理班として活躍しながら訓練生を指導するベテラン隊員である。恋人ケイトへのプロポーズも成功し平穏な暮らしが訪れようとしていた。
一方、北アイルランドの刑務所でテロリストのライアン・ギャリティが脱獄した。ギャリティは爆発物処理に成功したニュース番組に映るジミーを見てボストンに向かい、入り江で廃船となっているカジノボートを隠れ家にした。ある晩、高架下に巧妙に仕掛けられた爆弾で隊員が死亡し、数日後には爆弾処理班のロボットに爆弾が仕込まれ隊員が殺害される事件が発生した。するとジミーの携帯電話が鳴り「これは憎しみというプレゼントだ」とギャリティが話した。
ダヴは本名をリアム・マクギブニーという元IRA闘士で、ギャリティは共に戦った仲間で親友でもあった。あるときギャリティが計画した大量無差別テロを止めようとしたとき、誤って爆弾を爆発させてしまい当時の恋人（ギャリティの妹）が死んだ。ギャリティは投獄された。すっかり打ちのめされたマクギブニーはアメリカに逃げ名前を変えて、罪滅ぼしをしようと爆発物処理の仕事に就いたのだった。
ギャリティはジミーの愛犬を殺し、後輩のアントニーの命を狙おうとした。ダヴの伯父のマックスはアイリッシュパブでギャリティを発見しジミーに電話をした。しかし正体がばれ連れ去られてしまう。ジミーは背中に爆弾を仕掛けられた状態のマックスを見つけ解除しようとするが、マックスは今回の仕掛けはジミーを殺すための罠だと悟り自ら起爆させ爆死した。
爆発現場を調査すると起爆装置に使用したと思われるルーレット用の古い鉄球を発見した。鉄球には入り江のカジノボートの船名が打刻されており、ジミーは単独でカジノボートの捜索に向かった。

## 登場人物・キャスト
ジェームズ（ジミー）・ダヴ
演 - ジェフ・ブリッジス
ボストン警察の爆弾処理隊員。元IRA闘士。本名はリアム・マクギブニー。
ライアン・ギャリティ
演 - トミー・リー・ジョーンズ
ジミーのIRA時代の同志。爆弾マニアで製造の腕は天才的。アイルランド闘争で起こした行動の咎でジミーのせいで逮捕されて20年の刑を下された。しかし、脱獄してボストンへ渡り復讐の事件を起こす。
ケイト
演 - スージー・エイミス
ジミーの恋人。バイオリン奏者。
マックス・オバノン
演 - ロイド・ブリッジス
ジミーの伯父。元警察官。
アントニー・フランクリン
演 - フォレスト・ウィテカー
爆弾処置班の新隊員。元SWAT。ジミーの後任。
リジー
演 - ステフィ・ラインバーグ
ケイトの娘。
フレッド・ローク
演 - ジョン・フィン
爆弾処理班の隊長。
リタ
演 - ケイトリン・クラーク
爆弾処理班の隊員。
コルテス
演 - クリス・デ・オニ
爆弾処理班の隊員。ロボットを使った爆弾処理をする。
バマ
演 - ロイド・キャトレット
爆弾処理班の隊員。星占いに凝ってる妻がいる。
ブランケット
演 - ルーベン・サンチャゴ＝ハドソン
爆弾処理班の隊員。ショットガンで爆発物を処理しようとした。
ナンシー
演 - ルシンダ・ウェイスト
爆弾を仕掛けられた女子学生。
ケヴィン
演 - ブレンダン・バーンズ
ギャリティの刑務所仲間。彼に利用され殺害される。
フランシス
演 - マイク・スター（クレジットなし）
バーテンダー。
爆弾処理教室の生徒
演 - キューバ・グッディング・ジュニア（クレジットなし）
ジミーの講習中にアントニーと軽口を叩く。

## 日本語吹替
| 役名                 | 俳優                           | 日本語吹替                        | 日本語吹替                     |
| 役名                 | 俳優                           | ソフト版                          | テレビ朝日版                   |
| -------------------- | ------------------------------ | --------------------------------- | ------------------------------ |
| ダヴ                 | ジェフ・ブリッジス             | 石塚運昇                          | 大塚明夫                       |
| ギャリティ           | トミー・リー・ジョーンズ       | 小林清志                          | 菅生隆之                       |
| ケイト               | スージー・エイミス             | 岡村恭子                          | 山崎美貴                       |
| マックス             | ロイド・ブリッジス             | 大木民夫                          | 小林勝彦                       |
| フランクリン         | フォレスト・ウィテカー         | 堀内賢雄                          | 中田和宏                       |
| リジー               | ステフィ・ラインバーグ         | 本多瑛未里                        | 馬場澄江                       |
| ローク隊長           | ジョン・フィン                 | 岩田安生                          | 池田勝                         |
| リタ                 | ケイトリン・クラーク           | 藤生聖子                          | 叶木翔子                       |
| コルテス             | クリス・デ・オニ               | 大川透                            | 家中宏                         |
| バマ                 | ロイド・キャトレット           | 稲葉実                            | 田原アルノ                     |
| ブランケット         | ルーベン・サンチャゴ＝ハドソン | 堀之紀                            | 長島雄一                       |
| ナンシー             | ルシンダ・ウェイスト           | 田中敦子                          |                                |
| ケヴィン             | ブレンダン・バーンズ           | 金尾哲夫                          |                                |
| フランシス           | マイク・スター                 | 島香裕                            |                                |
| 日本語版制作スタッフ |                                |                                   |                                |
| 演出                 | 演出                           | 加藤敏                            | 福永莞爾                       |
| 翻訳                 | 翻訳                           | 岡田壯平                          | 武満眞樹                       |
| 調整                 | 調整                           | 熊倉亨                            | 山田太平                       |
| 効果                 | 効果                           |                                   | リレーション                   |
| 編集                 | 編集                           | オムニバス・ジャパン              |                                |
| プロデューサー       | プロデューサー                 |                                   | 貴島久祐子                     |
| 制作                 | 制作                           | ワーナー・ホーム・ビデオ 東北新社 | ムービーテレビジョン           |
| 初回放送             | 初回放送                       | N/A                               | 1999年5月16日 『日曜洋画劇場』 |

## 受賞・ノミネート
1995年度MTVムービー・アワード
- ノミネート: 悪役賞 - トミー・リー・ジョーンズ